# Aplysiidae
Famille
Les Aplysiidae sont une famille de mollusques gastéropodes opisthobranches qui ont une coquille réduite à une lamelle dorsale internalisée. Ils se nourrissent d'algues et sont hermaphrodites.

## Description et caractéristiques

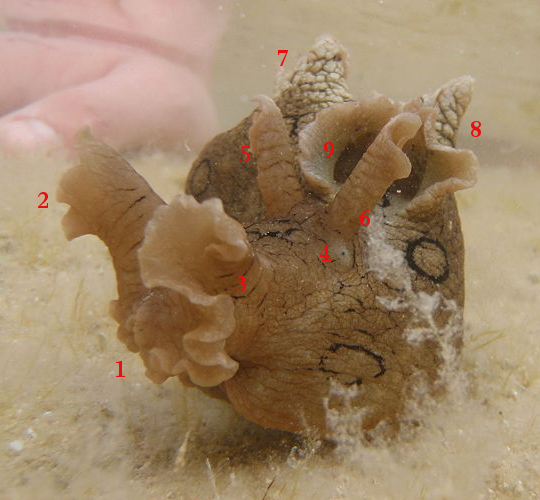
Aplysia dactylomela ; Principales pièces anatomiques externes (numérotées)
1. Tête et bouche
2. tentacule oral droit
3. tentacule oral gauche
4. "œil" gauche (petit point noir)
5. rhinophore droit (tentacule sensoriel céphalique)
6. rhinophore gauche
7. parapode droit
8. parapode gauche
9. Structure formée de deux parapodes, entourant la lamelle dorsale qui est une sorte de coquille internalisée.

Les aplysies, de l’ordre des Aplysiida, portent le nom vernaculaire de « lièvres de mer » en raison de leurs rhinophores érigés qui font penser à des oreilles de lapin. Elles peuvent parfois nager au moyen des expansions latérales du manteau.
L'animal respire via une respiration branchiale qui se manifeste par des branchies visibles dorsalement où elles forment une structure ressemblant à un buisson. Ces branchies sont operculées.

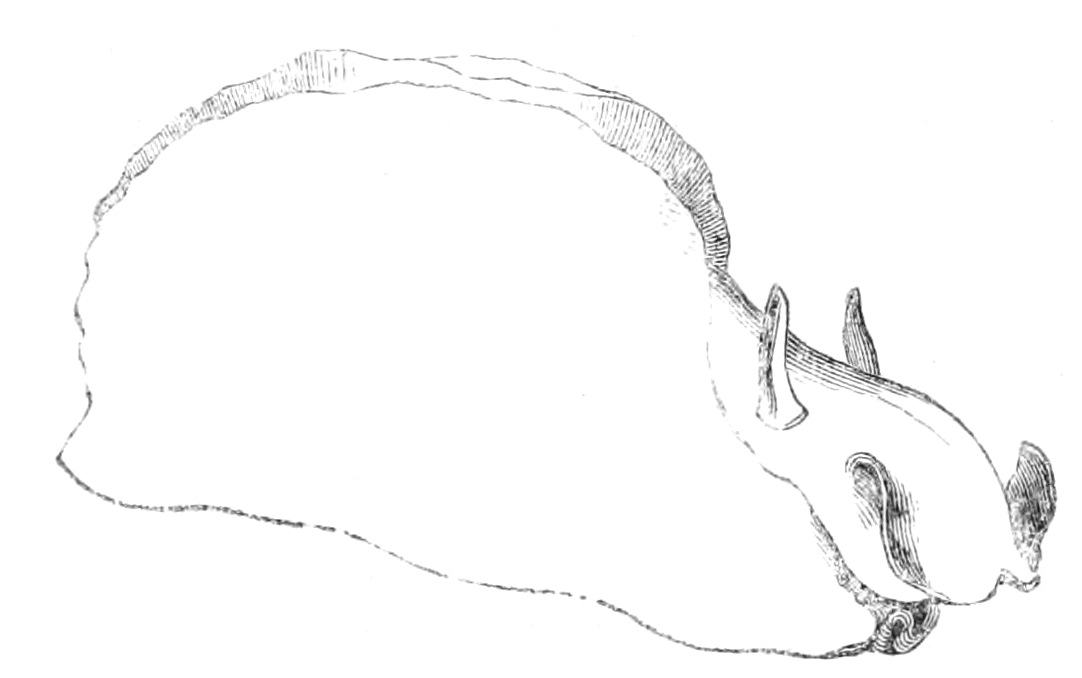
Silhouette générale d'une aplysie.
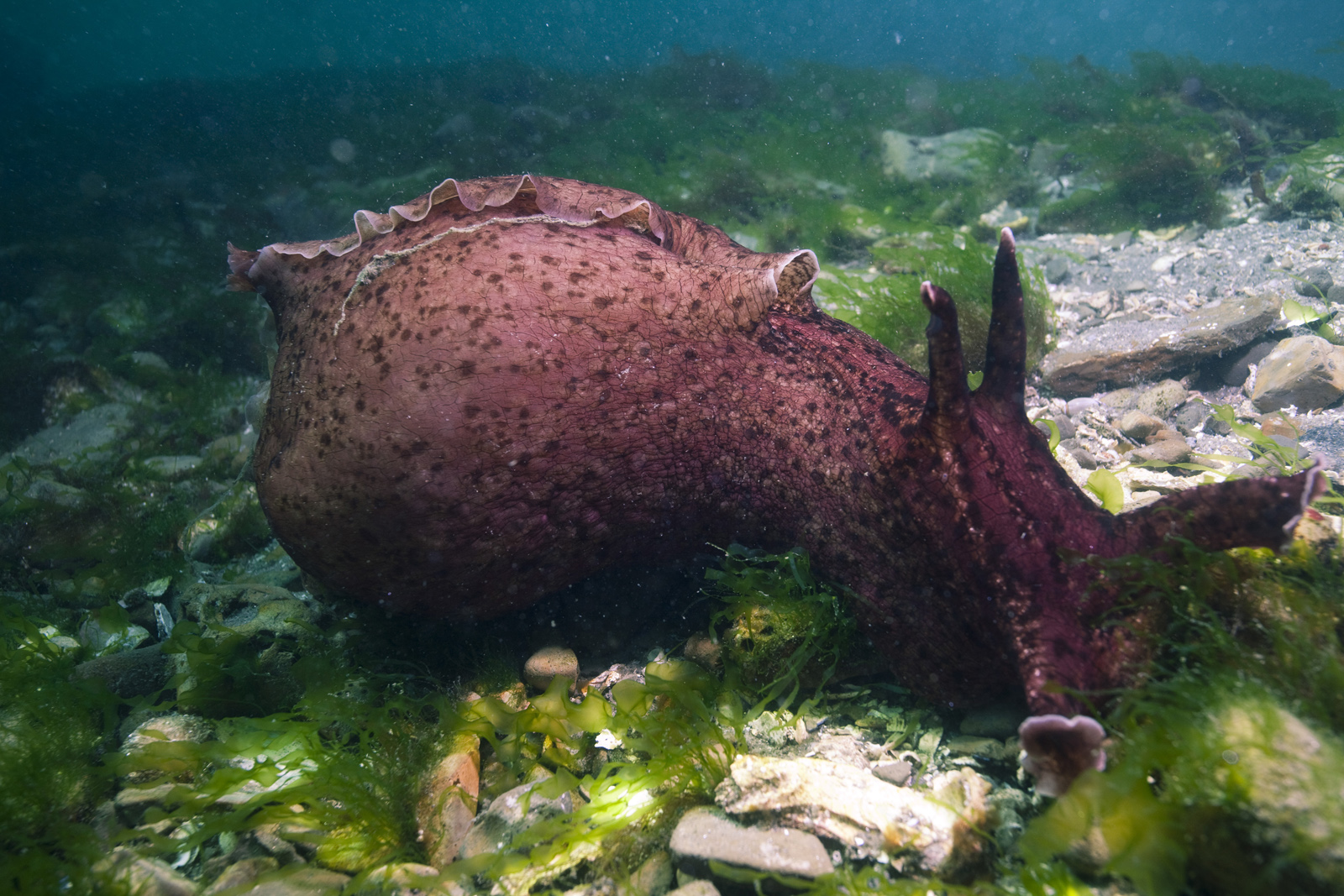
Gros individu d'Aplysia californica
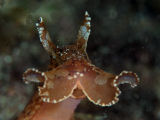
« visage » d'Aplysia juliana
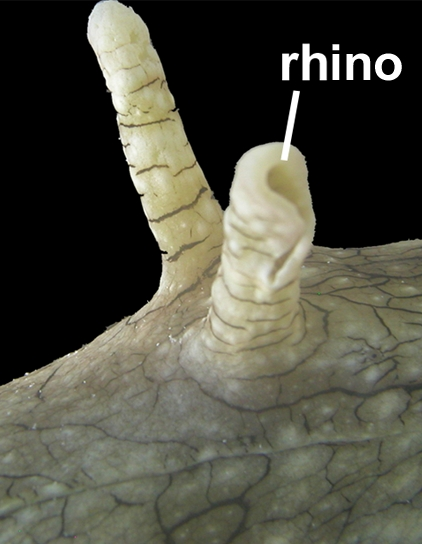
Gros plan sur les rhinophores, organes olfactifs
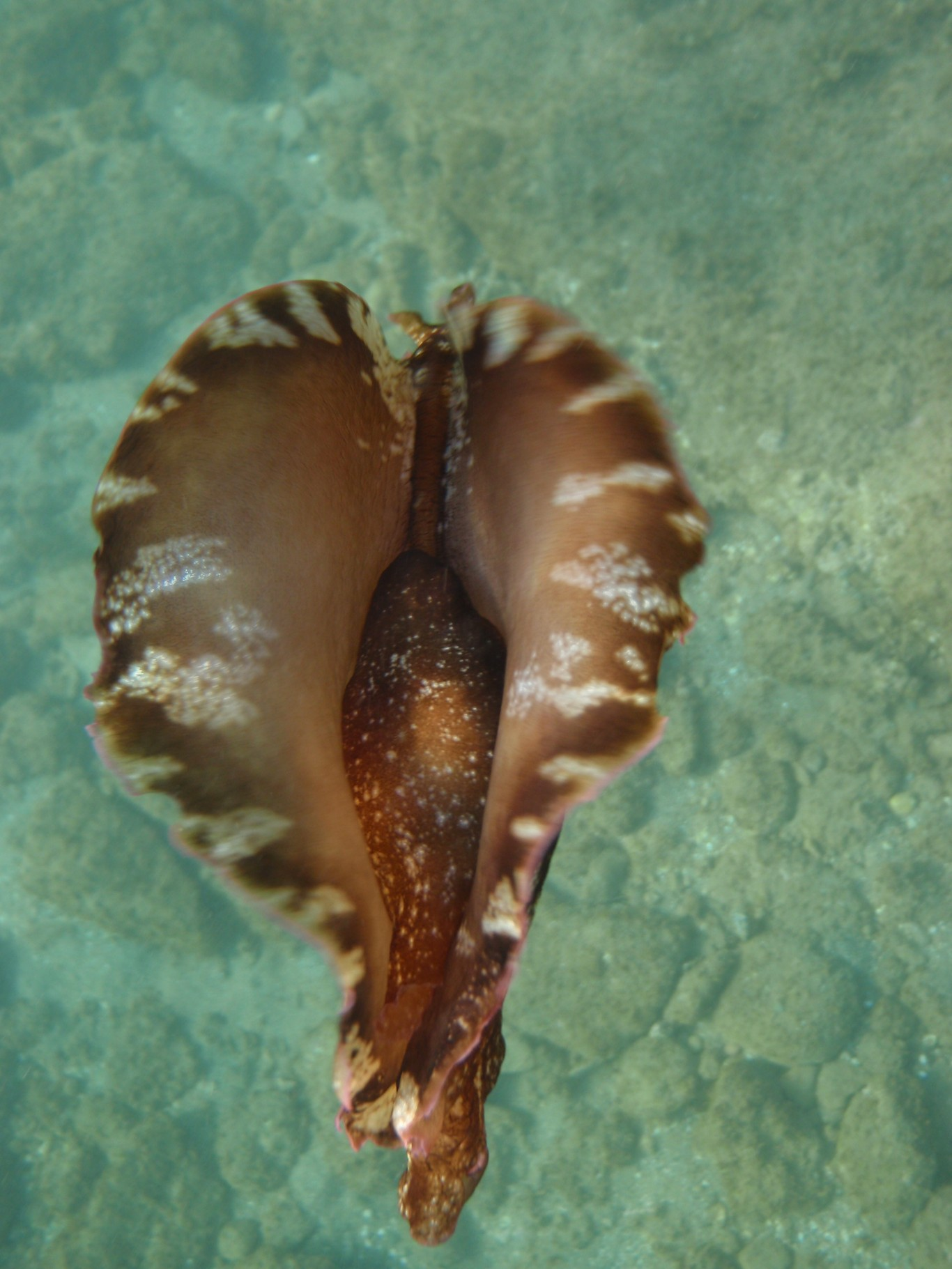
Aplysia fasciata en train de nager en pleine eau (vue du dessus)

Les aplysies sont hermaphrodites ; lors des accouplements croisés de 2 individus, chacun d'eux emploie successivement l'un ou l'autre de ses sexes. Quand d'autres aplysies voient un accouplement, elles s'y joignent, ce qui conduit à des accouplements collectifs pouvant rassembler un grand nombre d'individus. Dans ce cas, les animaux peuvent mobiliser en même temps leurs organes mâles et femelles.

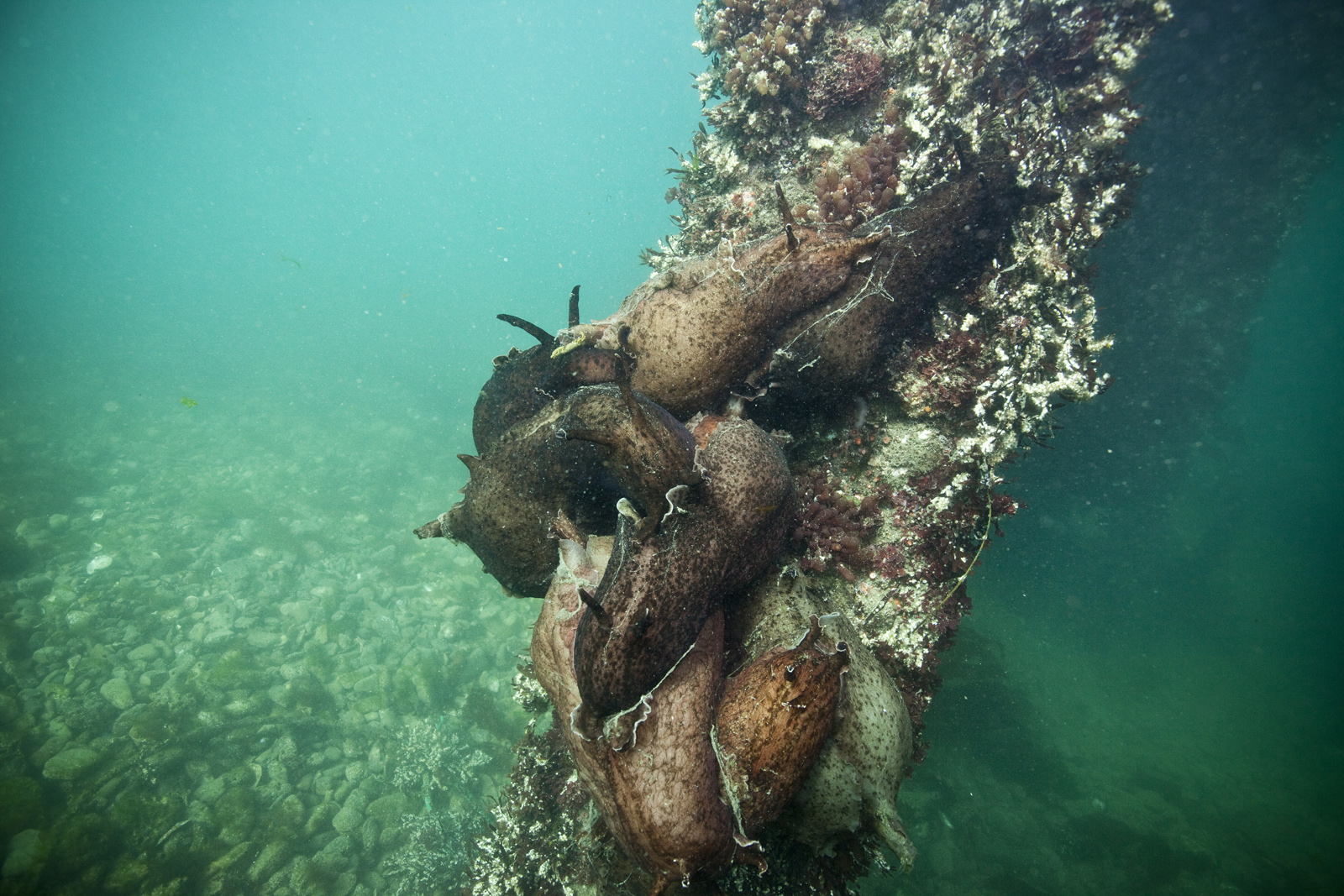
Copulation en groupe d'Aplysia californica
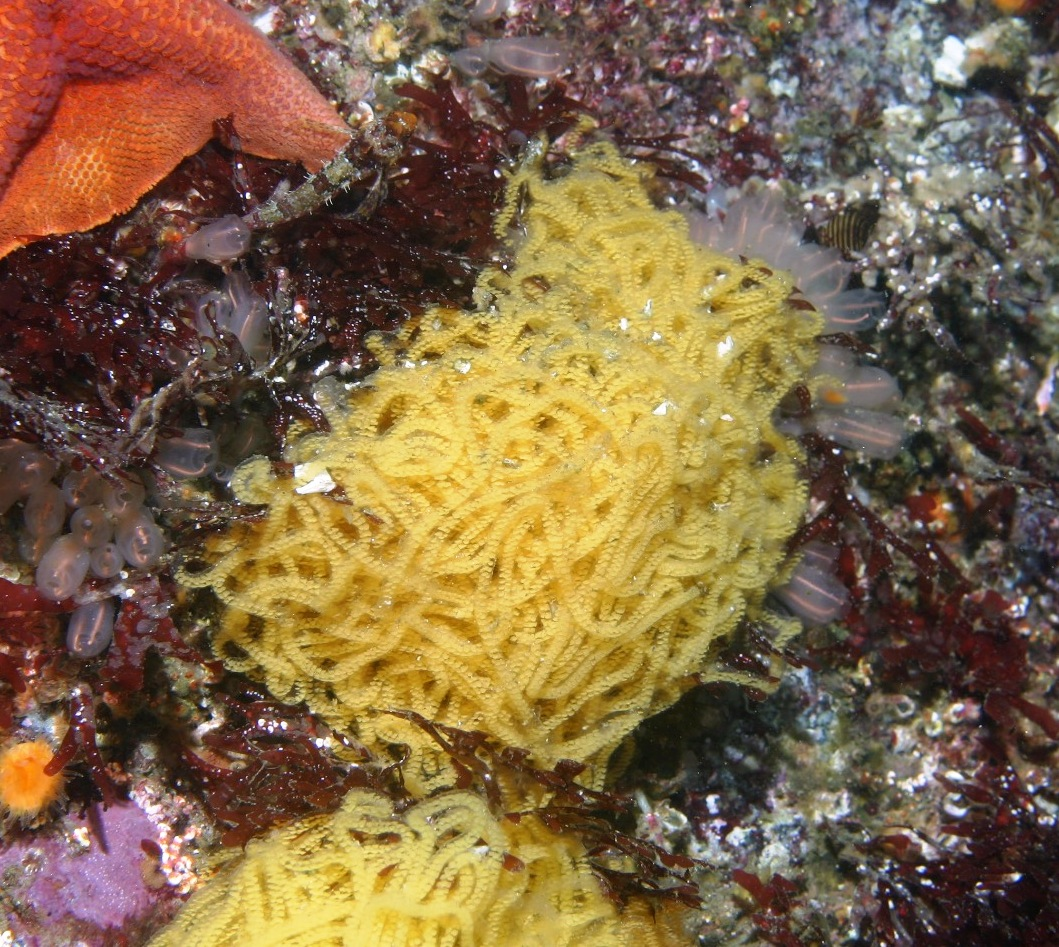
Ponte d'Aplysia californica

En France métropolitaine, les espèces les plus courantes sont le Lièvre de mer commun (Aplysia depilans), l'Aplysie fasciée (Aplysia fasciata), le Lièvre de mer effiloché (Bursatella leachii), l'Aplysie naine (Aplysia parvula), le Lièvre de mer moucheté (Aplysia punctata) et l'Aplysie à pointes (Notarchus punctatus).

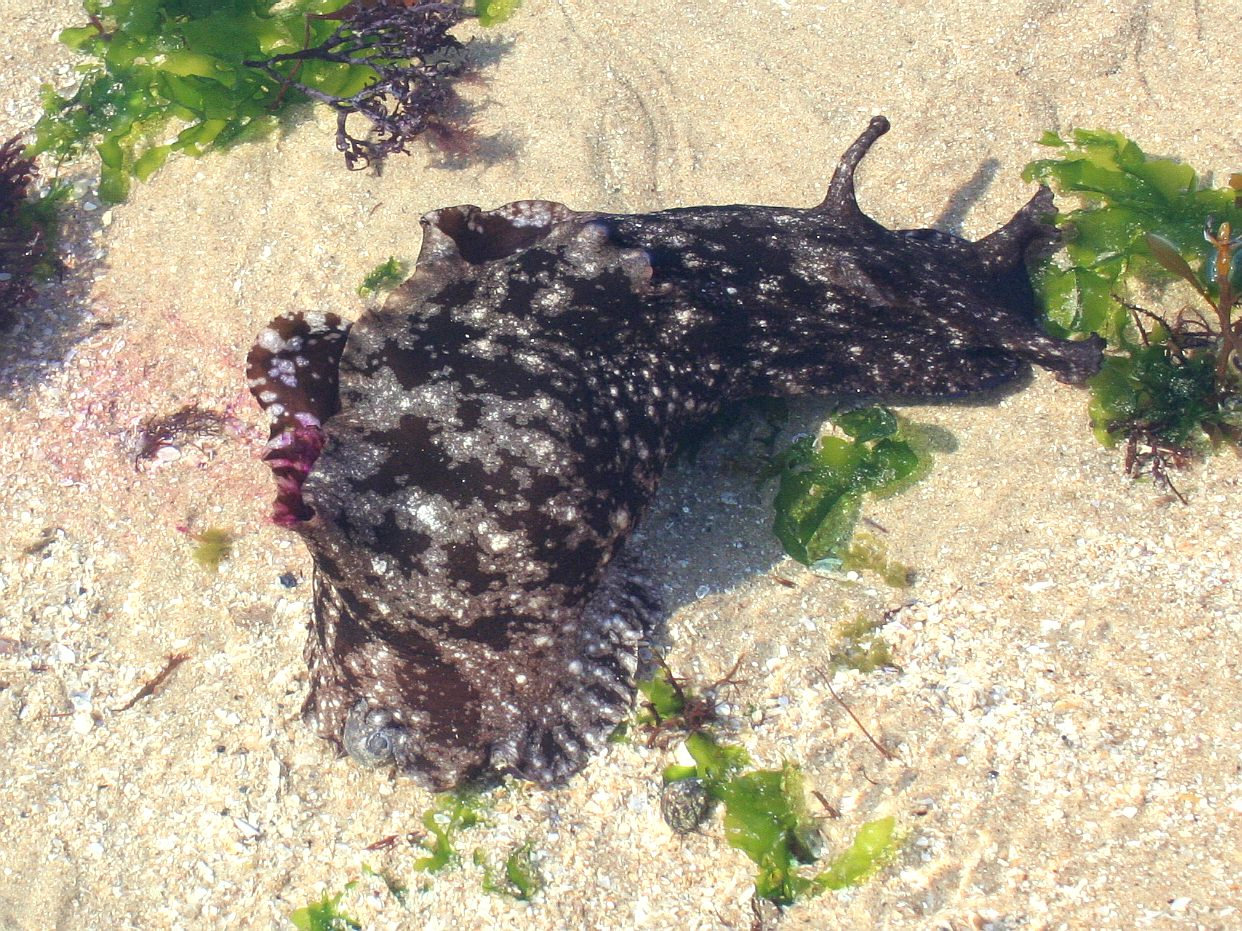
Aplysia depilans
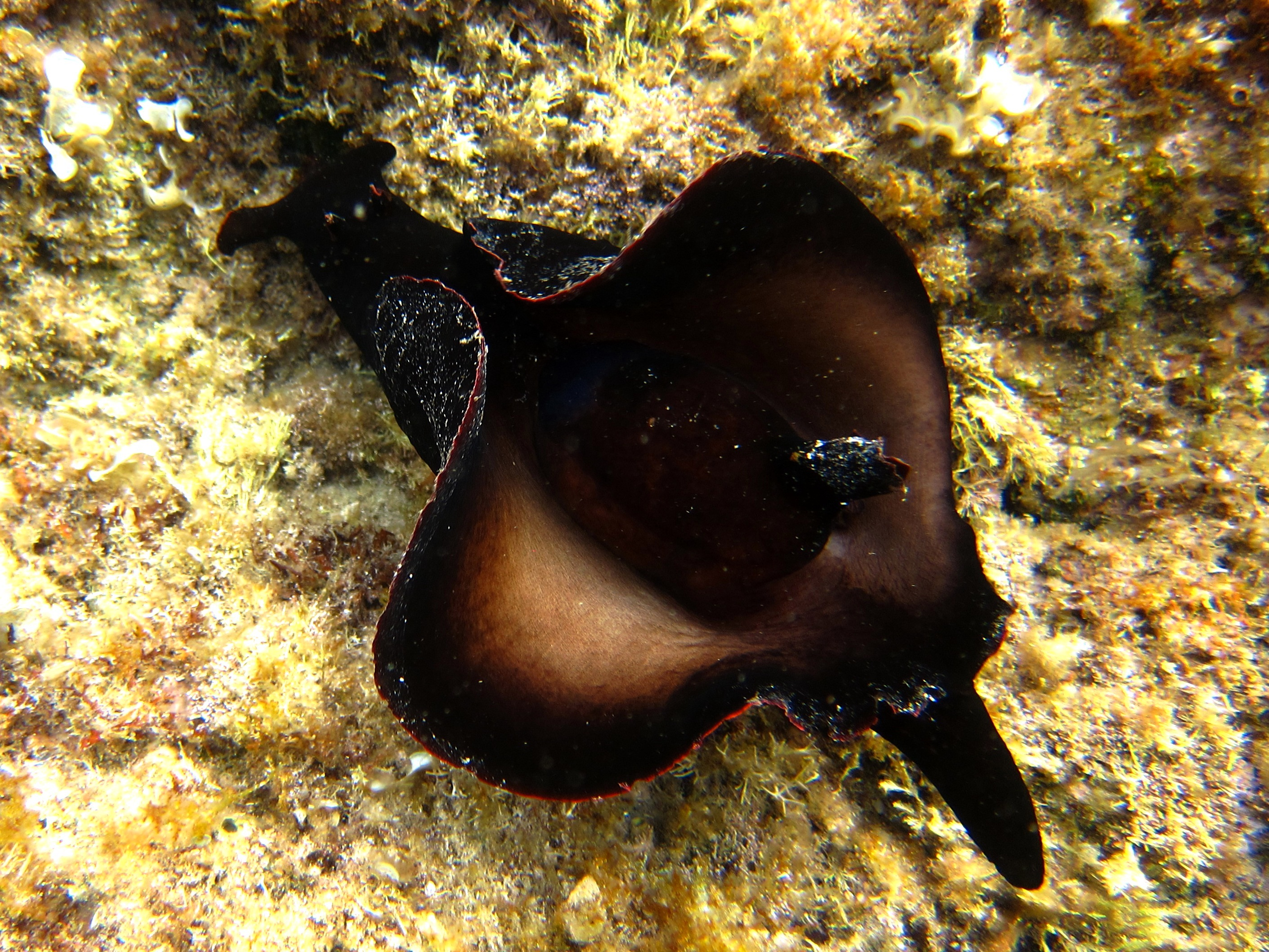
Aplysia fasciata
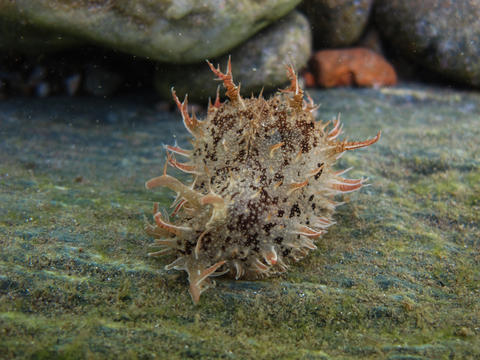
Bursatella leachii
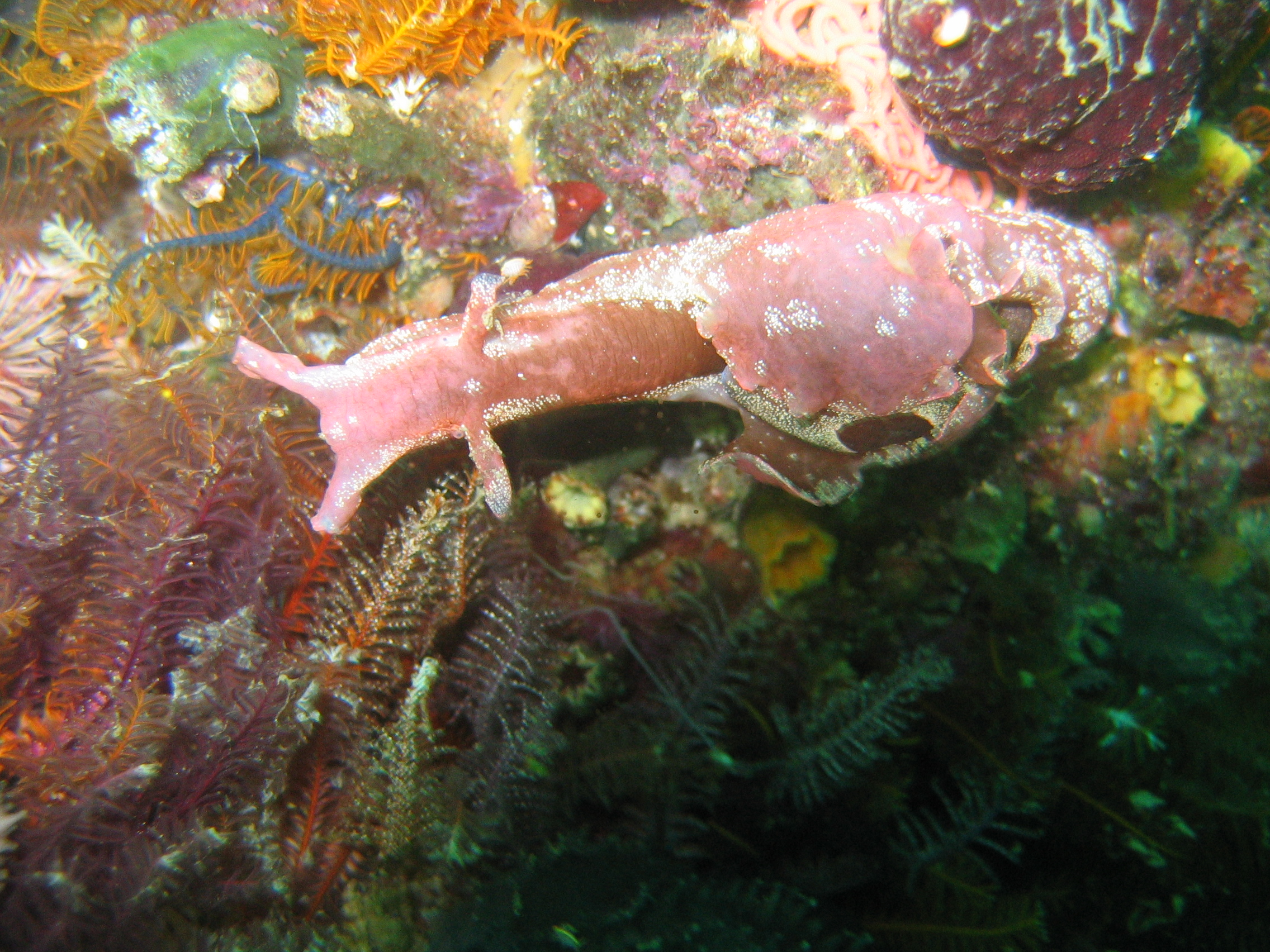
Aplysia parvula
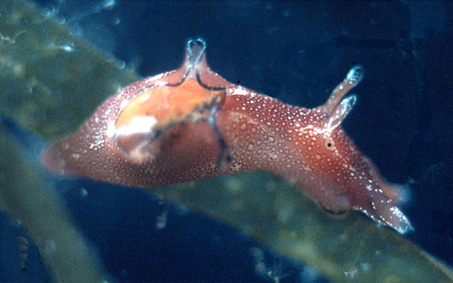
Aplysia punctata

## Liste des genres
Selon World Register of Marine Species (21 décembre 2020) :
- genre Aplysia Linnaeus, 1767 -- 34 espèces (genre-type)
- genre Bursatella Blainville, 1817 -- 1 espèce
- genre Dolabella Lamarck, 1801 -- 4 espèces
- genre Dolabrifera Gray, 1847 -- 5 espèces
- genre Notarchus Cuvier, 1816 -- 2 espèces
- genre Paraplysia Pilsbry, 1895 -- 1 espèce
- genre Petalifera Gray, 1847 -- 7 espèces
- genre Phycophila A. Adams, 1861
- genre Phyllaplysia P. Fischer, 1872 -- 11 espèces
- genre Stylocheilus Gould, 1852 -- 2 espèces
- genre Syphonota H. Adams & A. Adams, 1854 -- 1 espèce

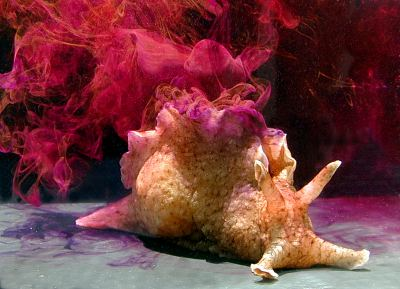
Aplysia californica
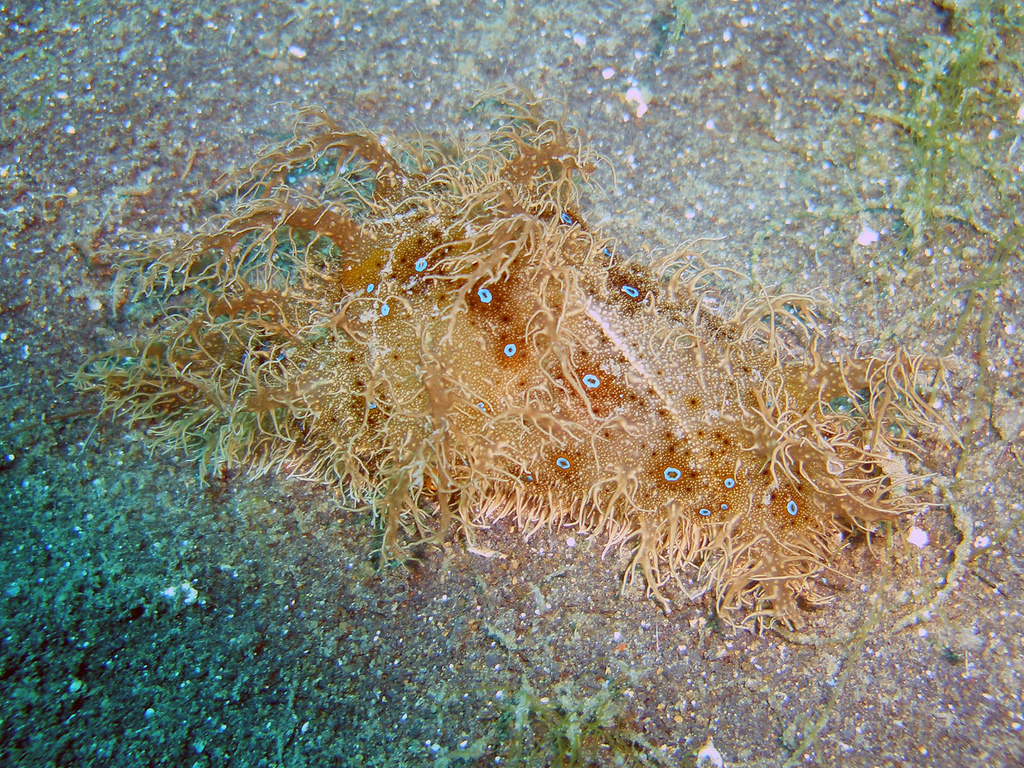
Bursatella leachii
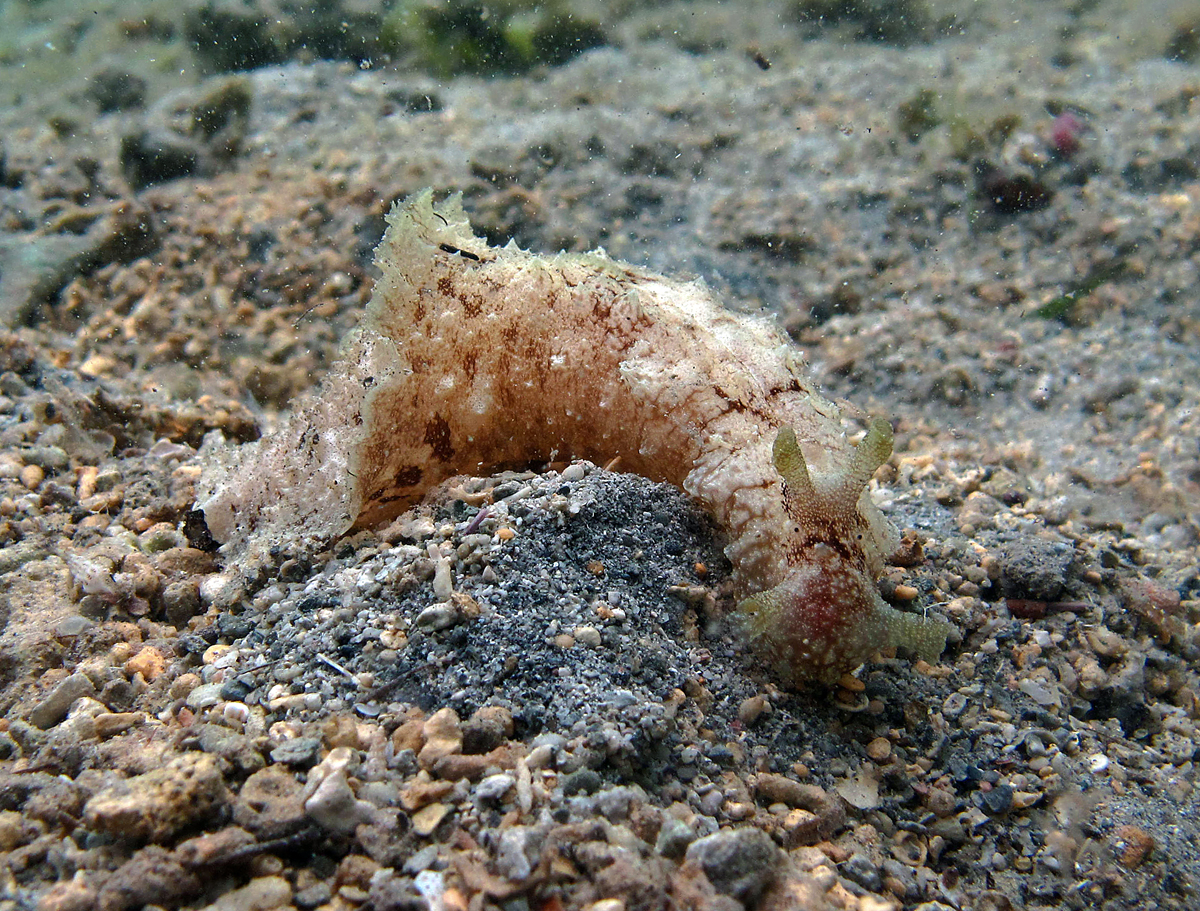
Dolabella auricularia
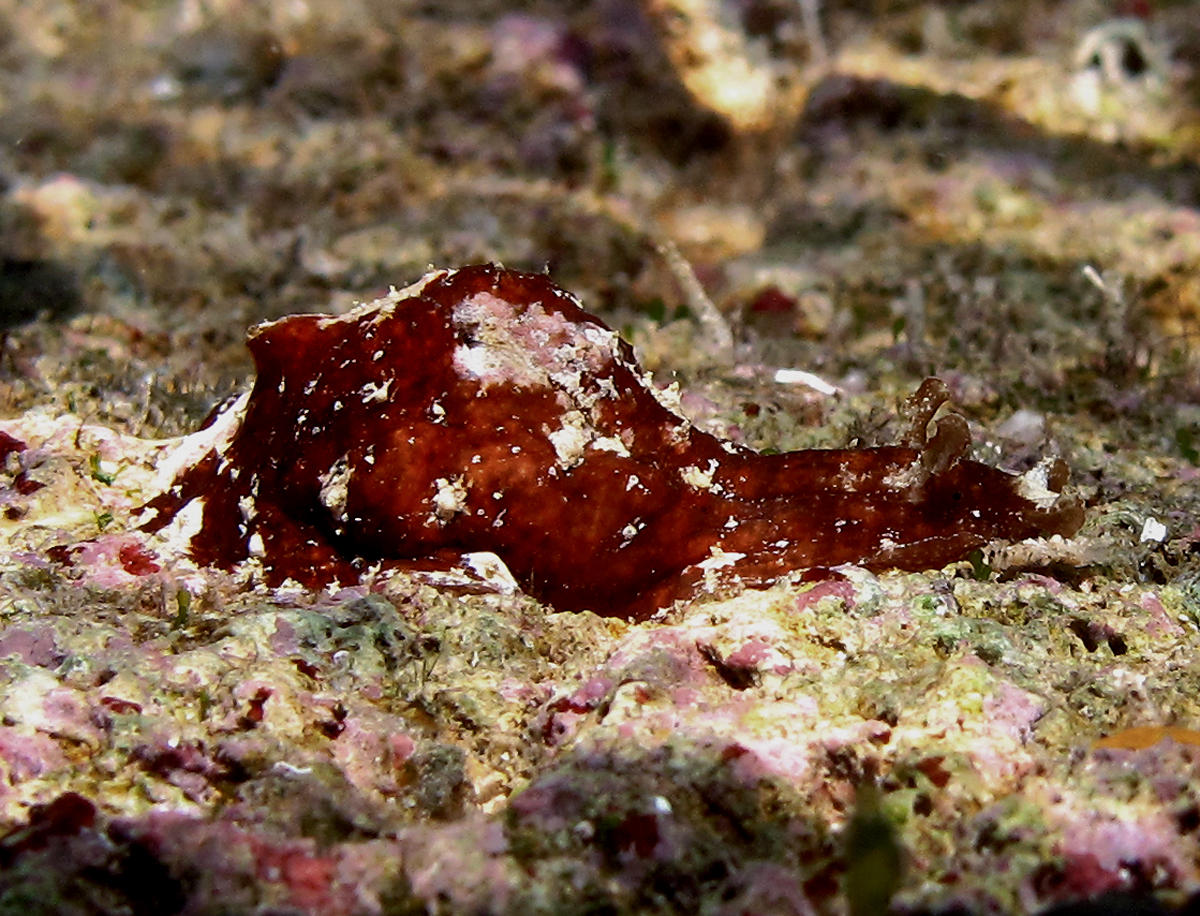
Dolabrifera dolabrifera
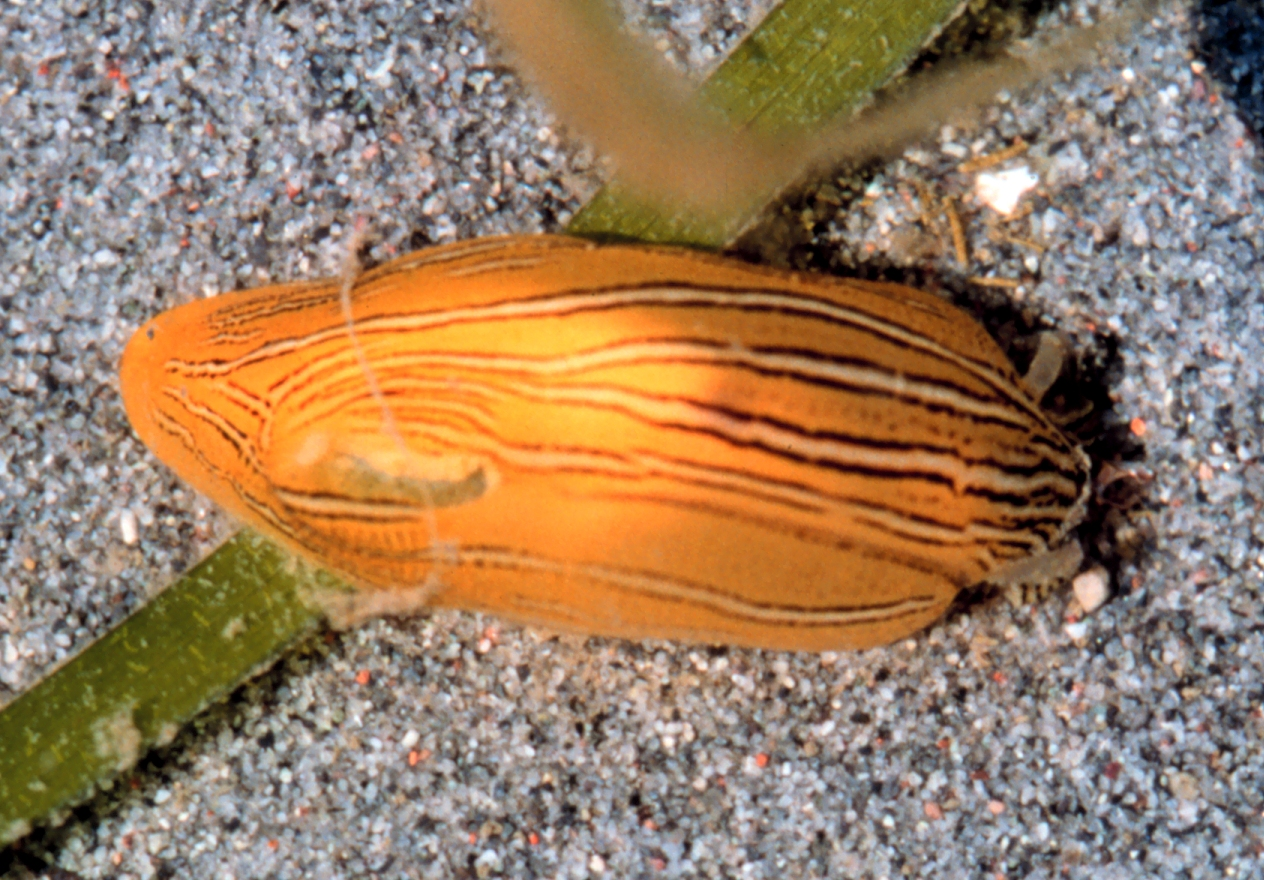
Phyllaplysia taylori
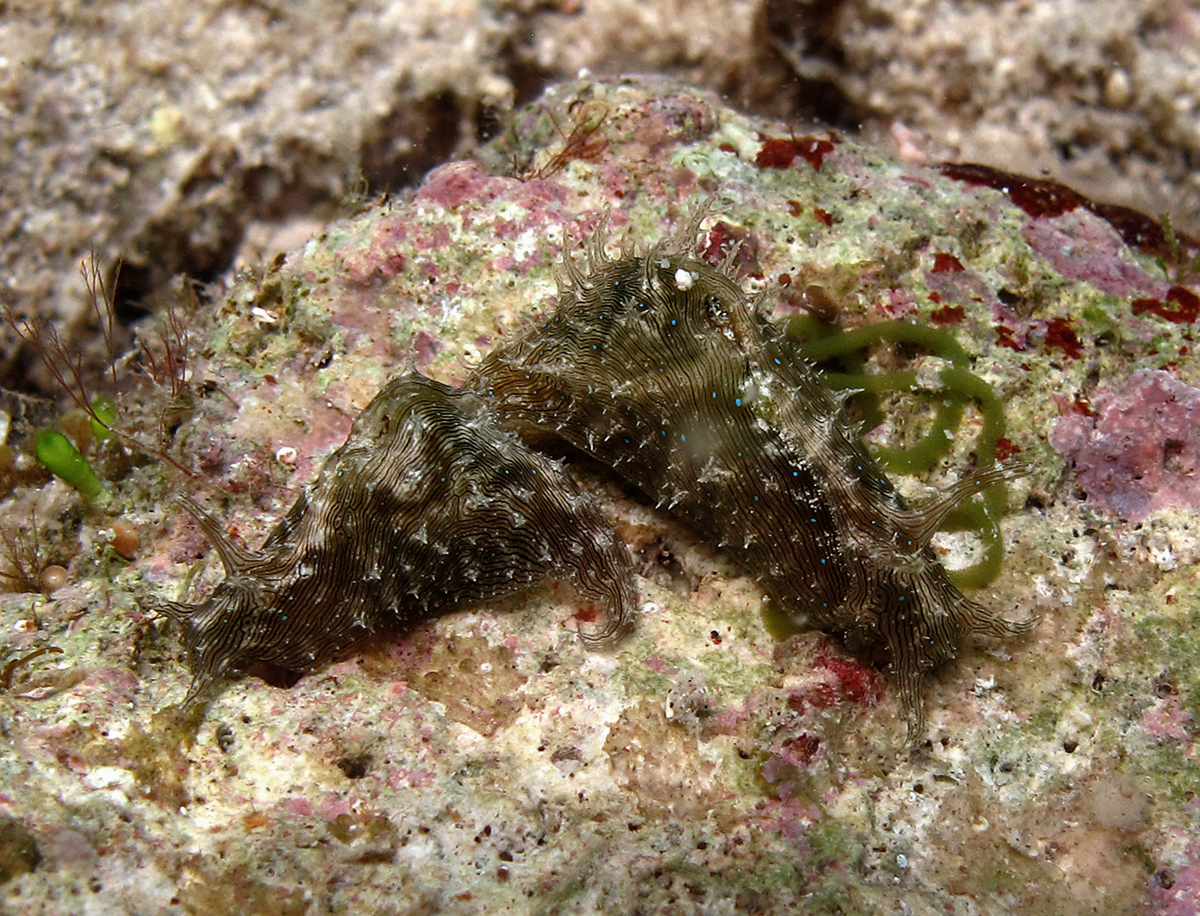
Stylocheilus striatus
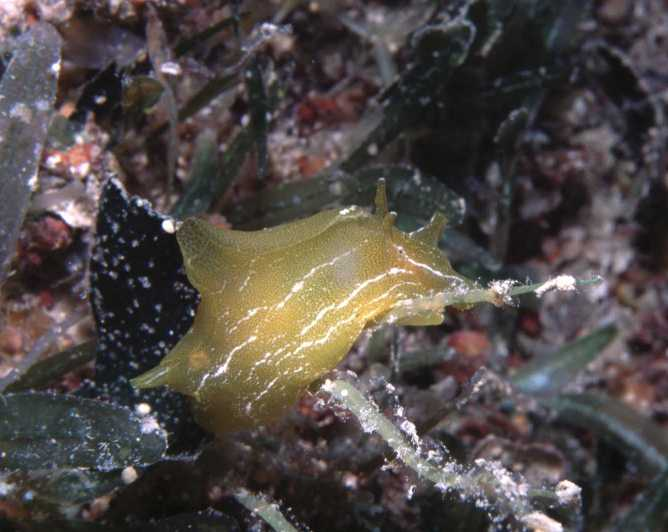
Syphonota geographica